# Eleutherodactylus marmoratus
Eleutherodactylus marmoratus (tên tiếng Anh: Ranita Selvatica Marmorea) là một loài ếch trong họ Leptodactylidae.
Nó được tìm thấy ở Brasil, Guyane thuộc Pháp, Guyana, Suriname và Venezuela, có thể có ở Colombia và Peru.
Các môi trường sống tự nhiên của chúng là các khu rừng ẩm ướt đất thấp nhiệt đới hoặc cận nhiệt đới, các khu rừng vùng núi ẩm nhiệt đới hoặc cận nhiệt đới, các đồn điền, vườn nông thôn, và các khu rừng trước đây bị suy thoái nặng nề.